# Л. Кларк (лунный кратер)
Кратер Л. Кларк (лат. L. Clark), не путать с кратером Кларк (лат. Clark) , — небольшой ударный кратер в юго-восточной части огромного кратера Аполлон на обратной стороне Луны. Название присвоено в честь американского астронавта Лорел Солтон Кларк (1961—2003) и утверждено Международным астрономическим союзом в 2006 г. 

## Описание кратера

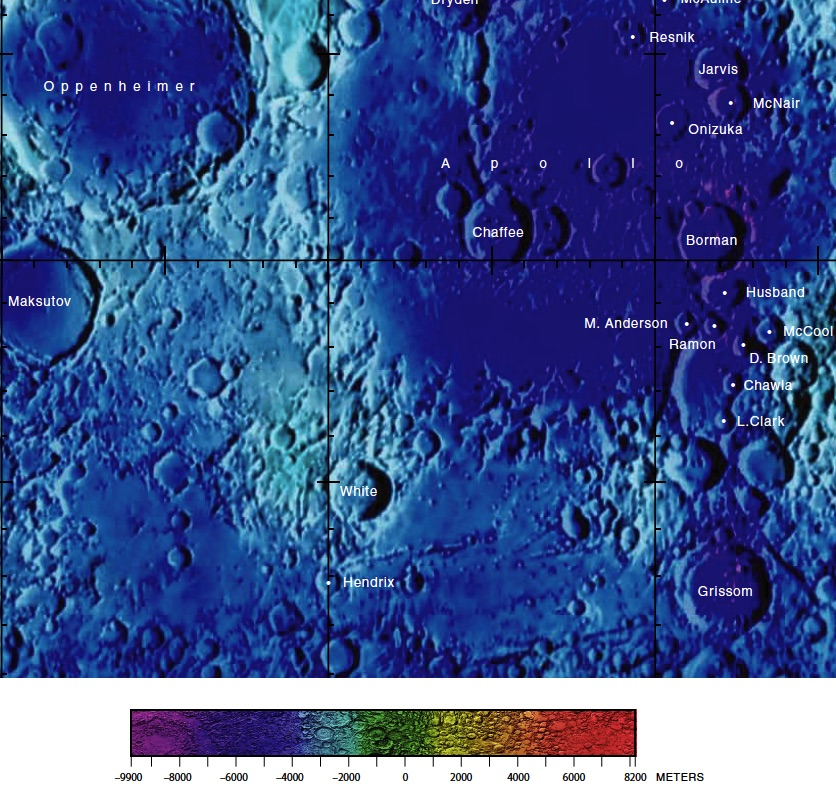
Окрестности кратера Авогадро. Фрагмент карты обратной стороны Луны.

Ближайшими соседями кратера Л. Кларк являются кратеры Чавла, Д. Браун, М. Андерсон, Рамон и Маккул на севере; кратер Андерс на северо-востоке; кратер Ливитт на востоке-юго-востоке и кратер Гриссом на юге. Селенографические координаты центра кратера 43°20′ ю. ш. 147°42′ з. д. / 43,34° ю. ш. 147,7° з. д., диаметр 15,3 км, глубина 2,5 км.
Кратер Л. Кларк находится в южной части чаши останков безымянного кратера, который, в свою очередь, находится в юго-восточной части огромного кратера Аполлон. Кратер имеет несколько вытянутую в направлении север-юг форму. Вал с четко очерченной острой кромкой, внутренний склон гладкий, с высоким по отношению к окружающей местности альбедо. Высота вала над окружающей местностью достигает 590 м. Дно чаши ровное, не имеет приметных структур. 

## Сателлитные кратеры
Отсутствуют.

## См.также
- Список кратеров на Луне
- Лунный кратер
- Морфологический каталог кратеров Луны
- Планетная номенклатура
- Селенография
- Минералогия Луны
- Геология Луны
- Поздняя тяжёлая бомбардировка